# ET Andromedae
ET Andromedae eller HD 219749, är en del av en dubbelstjärna belägen i den mellersta delen av stjärnbilden Andromeda. Den har en genomsnittlig skenbar magnitud av ca 6,48 och är mycket svagt synlig för blotta ögat där ljusföroreningar ej förekommer. Baserat på parallax enligt Gaia Data Release 2 på ca 5,42 mas beräknas den befinna sig på ett avstånd av ca 600 ljusår (ca 185 parsec) från solen. Den rör sig närmare solen med en heliocentrisk radialhastighet av ca -0,3 km/s.

## Observation

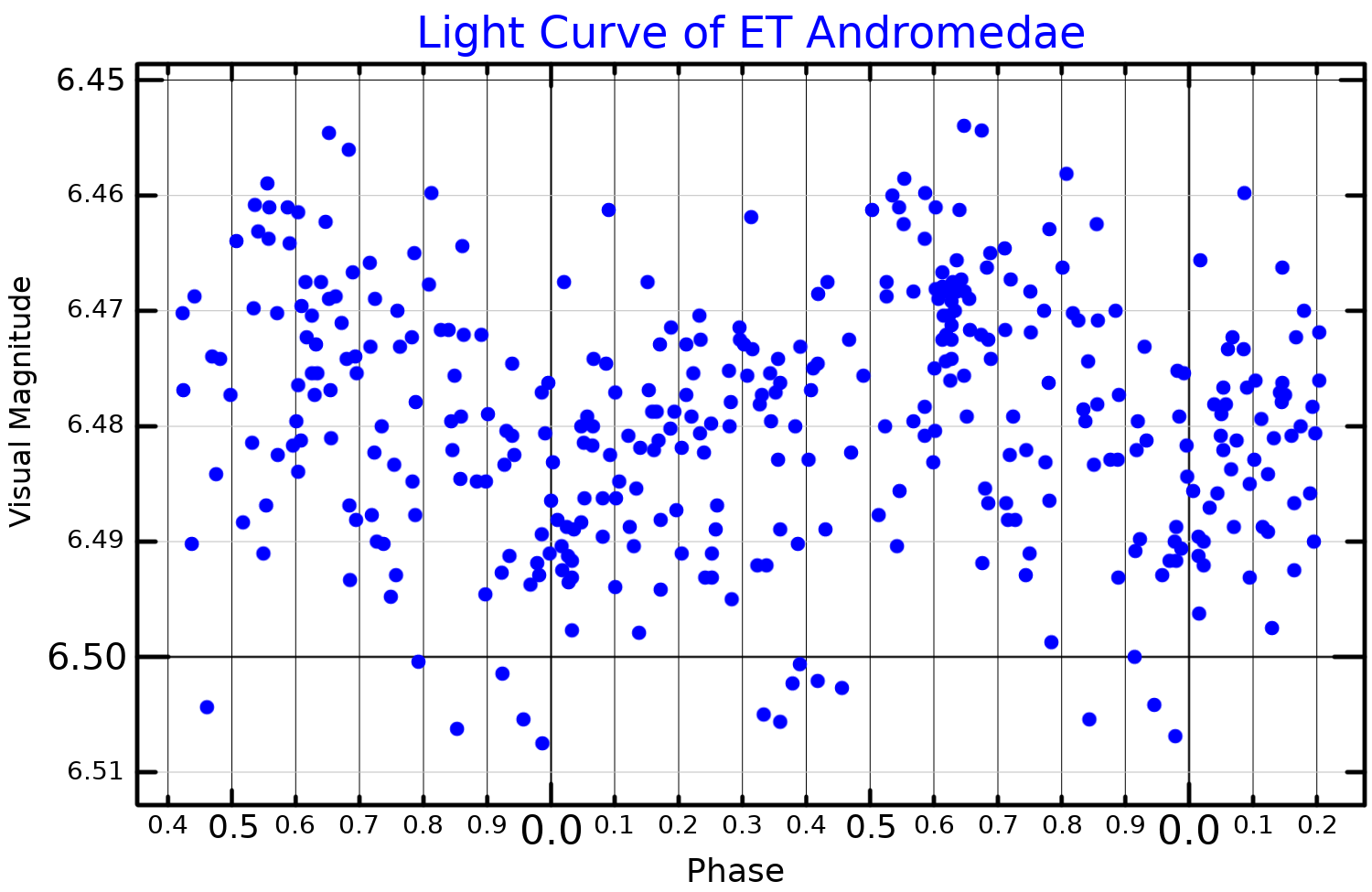
Ljuskurva i visuella bandet för ET Andromedae, anpassad från Blanco et.al. (1980)

Variationer i stjärnans radialhastighet tyder på att det är ett enkelsidigt spektroskopiskt binärt system i en bana med en omloppsperiod på 48,3 dygn och en excentricitet på 0,50. Värdet a sin i för primärstjärnan är 14,8 Gm (0,099 AE), där a är halva storaxeln och i är den (okända) banlutningen.
År 1953 tillkännagav Sanford S. Provin att HD 219749 kunde vara fotometriskt variabel, baserat på observationer gjorda vid Yerkesobservatoriet. Variabiliteten bekräftades genom mätningar vid Lowellobservatoriet publicerade av Karl D. Rakos 1962. Stjärnan är av typen Alfa2 Canum Venaticorum-variabel med en period på 1,618875 dygn.

## Egenskaper
Den synliga komponenten är en välstuderad magnetisk kemiskt säregen stjärna av spektralklass A0 Vp SiSr. SiSr-notationen anger ovanliga förekomster av kisel och strontium i spektrumet. Den har ett magnetfält med ett genomsnittligt ytvärde på 3,2 kT. Mängden kisel varierar beroende på betraktningsvinkeln. Den har en massa av ca 3,3 solmassor, en radie av ca 2,7 solradier och utsänder energi från dess fotosfär motsvarande ca 91 gånger solen vid en effektiv temperatur av ca 11 400 K.